# Kevin Constantine
Kevin Lars Constantine (ur. 28 grudnia 1958 w International Falls) – amerykański hokeista, trener i działacz hokejowy.

## Kariera zawodnicza
- International Falls High (1976/1977)
- RPI – Rensselaer Polytechnic Institute (1977–1980)

W trakcie kariery zawodniczej przez trzy sezony grał w rozgrywkach akademickich NCAA.

## Kariera trenerska
- North Iowa Huskies (1985/1986), główny trener
- Northwood School (1986/1987), główny trener
- Rochester Mustangs (1987/1988), główny trener
- Kalamazoo Wings (1988–1991), główny trener
- Kansas City Blades (1991–1993), główny trener
- San Jose Sharks (1993–1995), główny trener
- Calgary Flames (1996–1997), asystent trenera
- Pittsburgh Penguins (1997–1999), główny trener
- Pittsburgh Forge (2001–2002), główny trener, menedżer
- New Jersey Devils (2002), główny trener
- Pittsburgh Forge (2002–2003), główny trener, menedżer
- Everett Silvertips (2003–2007), główny trener
- Houston Aeros (2007−2010), główny trener
- Ducs d’Angers (2010), główny trener
- HC Ambrì-Piotta (2010–2012), główny trener
- HC Ambrì-Piotta (2012/2013), konsultant
- Everett Silvertips (2013–2017), główny trener
- Daemyung Killer Whales (2017–2020), główny trener
- Re-Plast Unia Oświęcim (2020–2021), główny trener
- Hydro Fehérvár AV19 (2021-), główny trener

Początkowo trenował drużyny z rozgrywek USHL, USHS, IHL. Od 16 czerwca 1993 do 1 grudnia 1995 trenował San Jose Sharks w NHL. W sezonie NHL (1996/1997) był asystentem w sztabie Calgary Flames. Od 1997 do 1999 był szkoleniowcem Pittsburgh Penguins. Na początku sezonu 2001/2002 był trenerem i generalnym menedżerem założonego przez siebie klubu Pittsburgh Forge w lidze NAHL. Od 28 stycznia do 13 czerwca 2002 był szkoleniowcem New Jersey Devils. W sezonie 2002/2003 ponownie trenował Pittsburgh Forge. Od 2003 do 2007 przez cztery sezony był trenerem amerykańskiej drużyny Everett Silvertips, występującej w kanadyjskich rozgrywkach juniorskich WHL w ramach CHL. Następnie od 2007 do 2010 przez trzy sezony trenował drużynę Houston Aeros w AHL. Od 2010 przez trzy lata pracował w Europie, najpierw trenując francuski zespół Ducs d’Angers w Ligue Magnus. W 2013, po dziesięciu latach, powrócił do trenowania drużyny Everett Silvertips, prowadząc ją ponownie przez cztery sezony. Od 2017 przez trzy sezony prowadził południowokoreański zespół Daemyung Killer Whales, grający w Lidze Azjatyckiej. 20 listopada 2020 został ogłoszony nowym trenerem drużyny Re-Plast Unia Oświęcim w Polskiej Hokej Lidze. Po sezonie 2020/2021 odszedł z klubu. W maju 2021 został przedstawiony jako szkoleniowiec węgierskiej drużyny Hydro Fehérvár AV19.

## Sukcesy
Klubowe
- Pierwsze miejsce w Dywizji Północno-Wschodniej w sezonie zasadniczym NHL: 1998 z Pittsburgh Penguins
- Robertson Cup – mistrzostwo NAHL: 2003 z Pittsburgh Forge
- Pierwsze miejsce w Dywizji U.S. w sezonie zasadniczym WHL: 2004, 2006, 2007, 2015, 2017 z Everett Silvertips
- Scotty Munro Memorial Trophy – najwięcej punktów w sezonie zasadniczym WHL: 2007 z Everett Silvertips
- Złoty medal mistrzostw Korei Południowej: 2019 z Daemyung Killer Whales
- Finał Pucharu Polski: 2021 z Unią Oświęcim

Indywidualne
- Western Hockey League (2003/2004): Dunc McCallum Memorial Trophy – nagroda dla najlepszego trenera sezonu